# Yukarıtoklu, Taşlıçay
Yukarıtoklu là một xã thuộc huyện Taşlıçay, tỉnh Ağrı, Thổ Nhĩ Kỳ. Dân số thời điểm năm 2011 là 184 người.